# 阿韦内勒
阿韦内勒（法語：Avesnelles，法語發音：[avɛnɛl]）是法国上法兰西大区北部省的一个市镇，属于埃尔普河畔阿韦讷区。

## 地理
阿韦内勒（50°7'3"N, 3°56'35"E）面积12.71 平方千米，位于法国上法蘭西大區北部省，该省份为法国最北部的省份及最长的省份，西北濒北海，西接加来海峡省，南至埃纳省和索姆省，东与比利时接壤。
与阿韦内勒接壤的市镇（或旧市镇、城区）包括：塞姆里、埃尔普河畔阿韦讷、巴略、埃特兰、弗洛蒙-沃德勒希、欧略。

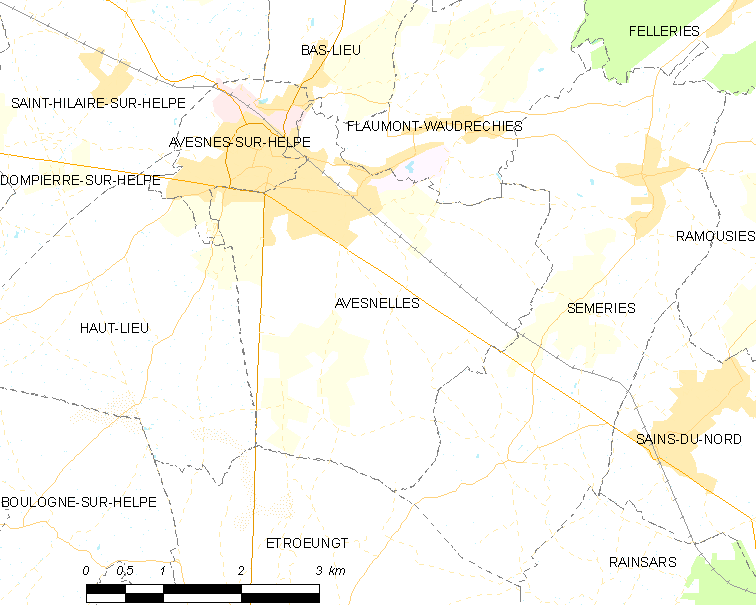
阿韦内勒的OSM定位图

阿韦内勒的时区为UTC+01:00、UTC+02:00（夏令时）。

## 行政
阿韦内勒的邮政编码为59440，INSEE市镇编码为59035。

## 政治
阿韦内勒所属的省级选区为富尔米县。

## 人口

1962-2008年间阿韦内勒人口变化图示

阿韦内勒于2022年1月1日时的人口数量为2254人。